# Stamboom Maud van Wales
Dit is de stamboom van Maud van Saksen-Coburg en Gotha (1869-1938).
| Stamboom Maud van Wales (1869-1938)                                                                        | Stamboom Maud van Wales (1869-1938)                                                                   | Stamboom Maud van Wales (1869-1938)                                                                   | Stamboom Maud van Wales (1869-1938)                                                                   | Stamboom Maud van Wales (1869-1938)                                                                   | Stamboom Maud van Wales (1869-1938)                                                                   | Stamboom Maud van Wales (1869-1938)                                                                   | Stamboom Maud van Wales (1869-1938)                                                                   | Stamboom Maud van Wales (1869-1938)                                                                   | Stamboom Maud van Wales (1869-1938)                                                                   | Stamboom Maud van Wales (1869-1938)                                                                   | Stamboom Maud van Wales (1869-1938)                                                                   | Stamboom Maud van Wales (1869-1938)                                                                   | Stamboom Maud van Wales (1869-1938)                                                                   | Stamboom Maud van Wales (1869-1938)                                                                   | Stamboom Maud van Wales (1869-1938)                                                                   | Stamboom Maud van Wales (1869-1938)                                                                   | Stamboom Maud van Wales (1869-1938)                                                                   | Stamboom Maud van Wales (1869-1938)                                                                   | Stamboom Maud van Wales (1869-1938)                                                                   | Stamboom Maud van Wales (1869-1938)                                                                   | Stamboom Maud van Wales (1869-1938)                                                             | Stamboom Maud van Wales (1869-1938)                                                             | Stamboom Maud van Wales (1869-1938)                                                             | Stamboom Maud van Wales (1869-1938)                                                             | Stamboom Maud van Wales (1869-1938)                                                             | Stamboom Maud van Wales (1869-1938)                                                             | Stamboom Maud van Wales (1869-1938)                                                             | Stamboom Maud van Wales (1869-1938)                                                             | Stamboom Maud van Wales (1869-1938)                                                             | Stamboom Maud van Wales (1869-1938)                                                             | Stamboom Maud van Wales (1869-1938)                                                             | Stamboom Maud van Wales (1869-1938)                                                             | Stamboom Maud van Wales (1869-1938)                                                             | Stamboom Maud van Wales (1869-1938)                                                             | Stamboom Maud van Wales (1869-1938)                                                             | Stamboom Maud van Wales (1869-1938)                                                             | Stamboom Maud van Wales (1869-1938)                                                             | Stamboom Maud van Wales (1869-1938)                                                             | Stamboom Maud van Wales (1869-1938)                                                             | Stamboom Maud van Wales (1869-1938)                                                             |
| --- | --- | --- | --- | --- | --- | --- | --- | --- | --- | --- | --- | --- | --- | --- | --- | --- | --- | --- | --- | --- | ----------------------------------------------------------------------------------------------- | ----------------------------------------------------------------------------------------------- | ----------------------------------------------------------------------------------------------- | ----------------------------------------------------------------------------------------------- | ----------------------------------------------------------------------------------------------- | ----------------------------------------------------------------------------------------------- | ----------------------------------------------------------------------------------------------- | ----------------------------------------------------------------------------------------------- | ----------------------------------------------------------------------------------------------- | ----------------------------------------------------------------------------------------------- | ----------------------------------------------------------------------------------------------- | ----------------------------------------------------------------------------------------------- | ----------------------------------------------------------------------------------------------- | ----------------------------------------------------------------------------------------------- | ----------------------------------------------------------------------------------------------- | ----------------------------------------------------------------------------------------------- | ----------------------------------------------------------------------------------------------- | ----------------------------------------------------------------------------------------------- | ----------------------------------------------------------------------------------------------- | ----------------------------------------------------------------------------------------------- |
| Grootouders                                                                                                | Albert van Saksen-Coburg en Gotha (1819-1861) x 1840 Victoria van het Verenigd Koninkrijk (1819-1901) | Albert van Saksen-Coburg en Gotha (1819-1861) x 1840 Victoria van het Verenigd Koninkrijk (1819-1901) | Albert van Saksen-Coburg en Gotha (1819-1861) x 1840 Victoria van het Verenigd Koninkrijk (1819-1901) | Albert van Saksen-Coburg en Gotha (1819-1861) x 1840 Victoria van het Verenigd Koninkrijk (1819-1901) | Albert van Saksen-Coburg en Gotha (1819-1861) x 1840 Victoria van het Verenigd Koninkrijk (1819-1901) | Albert van Saksen-Coburg en Gotha (1819-1861) x 1840 Victoria van het Verenigd Koninkrijk (1819-1901) | Albert van Saksen-Coburg en Gotha (1819-1861) x 1840 Victoria van het Verenigd Koninkrijk (1819-1901) | Albert van Saksen-Coburg en Gotha (1819-1861) x 1840 Victoria van het Verenigd Koninkrijk (1819-1901) | Albert van Saksen-Coburg en Gotha (1819-1861) x 1840 Victoria van het Verenigd Koninkrijk (1819-1901) | Albert van Saksen-Coburg en Gotha (1819-1861) x 1840 Victoria van het Verenigd Koninkrijk (1819-1901) | Albert van Saksen-Coburg en Gotha (1819-1861) x 1840 Victoria van het Verenigd Koninkrijk (1819-1901) | Albert van Saksen-Coburg en Gotha (1819-1861) x 1840 Victoria van het Verenigd Koninkrijk (1819-1901) | Albert van Saksen-Coburg en Gotha (1819-1861) x 1840 Victoria van het Verenigd Koninkrijk (1819-1901) | Albert van Saksen-Coburg en Gotha (1819-1861) x 1840 Victoria van het Verenigd Koninkrijk (1819-1901) | Albert van Saksen-Coburg en Gotha (1819-1861) x 1840 Victoria van het Verenigd Koninkrijk (1819-1901) | Albert van Saksen-Coburg en Gotha (1819-1861) x 1840 Victoria van het Verenigd Koninkrijk (1819-1901) | Albert van Saksen-Coburg en Gotha (1819-1861) x 1840 Victoria van het Verenigd Koninkrijk (1819-1901) | Albert van Saksen-Coburg en Gotha (1819-1861) x 1840 Victoria van het Verenigd Koninkrijk (1819-1901) | Albert van Saksen-Coburg en Gotha (1819-1861) x 1840 Victoria van het Verenigd Koninkrijk (1819-1901) | Albert van Saksen-Coburg en Gotha (1819-1861) x 1840 Victoria van het Verenigd Koninkrijk (1819-1901) | Christiaan IX van Denemarken (1818-1906) x 1842 Louise van Hessen-Kassel (1817-1898)            | Christiaan IX van Denemarken (1818-1906) x 1842 Louise van Hessen-Kassel (1817-1898)            | Christiaan IX van Denemarken (1818-1906) x 1842 Louise van Hessen-Kassel (1817-1898)            | Christiaan IX van Denemarken (1818-1906) x 1842 Louise van Hessen-Kassel (1817-1898)            | Christiaan IX van Denemarken (1818-1906) x 1842 Louise van Hessen-Kassel (1817-1898)            | Christiaan IX van Denemarken (1818-1906) x 1842 Louise van Hessen-Kassel (1817-1898)            | Christiaan IX van Denemarken (1818-1906) x 1842 Louise van Hessen-Kassel (1817-1898)            | Christiaan IX van Denemarken (1818-1906) x 1842 Louise van Hessen-Kassel (1817-1898)            | Christiaan IX van Denemarken (1818-1906) x 1842 Louise van Hessen-Kassel (1817-1898)            | Christiaan IX van Denemarken (1818-1906) x 1842 Louise van Hessen-Kassel (1817-1898)            | Christiaan IX van Denemarken (1818-1906) x 1842 Louise van Hessen-Kassel (1817-1898)            | Christiaan IX van Denemarken (1818-1906) x 1842 Louise van Hessen-Kassel (1817-1898)            | Christiaan IX van Denemarken (1818-1906) x 1842 Louise van Hessen-Kassel (1817-1898)            | Christiaan IX van Denemarken (1818-1906) x 1842 Louise van Hessen-Kassel (1817-1898)            | Christiaan IX van Denemarken (1818-1906) x 1842 Louise van Hessen-Kassel (1817-1898)            | Christiaan IX van Denemarken (1818-1906) x 1842 Louise van Hessen-Kassel (1817-1898)            | Christiaan IX van Denemarken (1818-1906) x 1842 Louise van Hessen-Kassel (1817-1898)            | Christiaan IX van Denemarken (1818-1906) x 1842 Louise van Hessen-Kassel (1817-1898)            | Christiaan IX van Denemarken (1818-1906) x 1842 Louise van Hessen-Kassel (1817-1898)            | Christiaan IX van Denemarken (1818-1906) x 1842 Louise van Hessen-Kassel (1817-1898)            |
| Ouders | Eduard VII van het Verenigd Koninkrijk (1841-1910) x 1863 Alexandra van Denemarken (1844-1925)        | Eduard VII van het Verenigd Koninkrijk (1841-1910) x 1863 Alexandra van Denemarken (1844-1925)        | Eduard VII van het Verenigd Koninkrijk (1841-1910) x 1863 Alexandra van Denemarken (1844-1925)        | Eduard VII van het Verenigd Koninkrijk (1841-1910) x 1863 Alexandra van Denemarken (1844-1925)        | Eduard VII van het Verenigd Koninkrijk (1841-1910) x 1863 Alexandra van Denemarken (1844-1925)        | Eduard VII van het Verenigd Koninkrijk (1841-1910) x 1863 Alexandra van Denemarken (1844-1925)        | Eduard VII van het Verenigd Koninkrijk (1841-1910) x 1863 Alexandra van Denemarken (1844-1925)        | Eduard VII van het Verenigd Koninkrijk (1841-1910) x 1863 Alexandra van Denemarken (1844-1925)        | Eduard VII van het Verenigd Koninkrijk (1841-1910) x 1863 Alexandra van Denemarken (1844-1925)        | Eduard VII van het Verenigd Koninkrijk (1841-1910) x 1863 Alexandra van Denemarken (1844-1925)        | Eduard VII van het Verenigd Koninkrijk (1841-1910) x 1863 Alexandra van Denemarken (1844-1925)        | Eduard VII van het Verenigd Koninkrijk (1841-1910) x 1863 Alexandra van Denemarken (1844-1925)        | Eduard VII van het Verenigd Koninkrijk (1841-1910) x 1863 Alexandra van Denemarken (1844-1925)        | Eduard VII van het Verenigd Koninkrijk (1841-1910) x 1863 Alexandra van Denemarken (1844-1925)        | Eduard VII van het Verenigd Koninkrijk (1841-1910) x 1863 Alexandra van Denemarken (1844-1925)        | Eduard VII van het Verenigd Koninkrijk (1841-1910) x 1863 Alexandra van Denemarken (1844-1925)        | Eduard VII van het Verenigd Koninkrijk (1841-1910) x 1863 Alexandra van Denemarken (1844-1925)        | Eduard VII van het Verenigd Koninkrijk (1841-1910) x 1863 Alexandra van Denemarken (1844-1925)        | Eduard VII van het Verenigd Koninkrijk (1841-1910) x 1863 Alexandra van Denemarken (1844-1925)        | Eduard VII van het Verenigd Koninkrijk (1841-1910) x 1863 Alexandra van Denemarken (1844-1925)        | Eduard VII van het Verenigd Koninkrijk (1841-1910) x 1863 Alexandra van Denemarken (1844-1925)  | Eduard VII van het Verenigd Koninkrijk (1841-1910) x 1863 Alexandra van Denemarken (1844-1925)  | Eduard VII van het Verenigd Koninkrijk (1841-1910) x 1863 Alexandra van Denemarken (1844-1925)  | Eduard VII van het Verenigd Koninkrijk (1841-1910) x 1863 Alexandra van Denemarken (1844-1925)  | Eduard VII van het Verenigd Koninkrijk (1841-1910) x 1863 Alexandra van Denemarken (1844-1925)  | Eduard VII van het Verenigd Koninkrijk (1841-1910) x 1863 Alexandra van Denemarken (1844-1925)  | Eduard VII van het Verenigd Koninkrijk (1841-1910) x 1863 Alexandra van Denemarken (1844-1925)  | Eduard VII van het Verenigd Koninkrijk (1841-1910) x 1863 Alexandra van Denemarken (1844-1925)  | Eduard VII van het Verenigd Koninkrijk (1841-1910) x 1863 Alexandra van Denemarken (1844-1925)  | Eduard VII van het Verenigd Koninkrijk (1841-1910) x 1863 Alexandra van Denemarken (1844-1925)  | Eduard VII van het Verenigd Koninkrijk (1841-1910) x 1863 Alexandra van Denemarken (1844-1925)  | Eduard VII van het Verenigd Koninkrijk (1841-1910) x 1863 Alexandra van Denemarken (1844-1925)  | Eduard VII van het Verenigd Koninkrijk (1841-1910) x 1863 Alexandra van Denemarken (1844-1925)  | Eduard VII van het Verenigd Koninkrijk (1841-1910) x 1863 Alexandra van Denemarken (1844-1925)  | Eduard VII van het Verenigd Koninkrijk (1841-1910) x 1863 Alexandra van Denemarken (1844-1925)  | Eduard VII van het Verenigd Koninkrijk (1841-1910) x 1863 Alexandra van Denemarken (1844-1925)  | Eduard VII van het Verenigd Koninkrijk (1841-1910) x 1863 Alexandra van Denemarken (1844-1925)  | Eduard VII van het Verenigd Koninkrijk (1841-1910) x 1863 Alexandra van Denemarken (1844-1925)  | Eduard VII van het Verenigd Koninkrijk (1841-1910) x 1863 Alexandra van Denemarken (1844-1925)  | Eduard VII van het Verenigd Koninkrijk (1841-1910) x 1863 Alexandra van Denemarken (1844-1925)  |
| Maud van Saksen-Coburg en Gotha (1869-1938) x 1896 Karel van Noorwegen(1872-1952) Haakon VII van Noorwegen | | | | | | | | | | | | | | | | | | | | |                                                                                                 |                                                                                                 |                                                                                                 |                                                                                                 |                                                                                                 |                                                                                                 |                                                                                                 |                                                                                                 |                                                                                                 |                                                                                                 |                                                                                                 |                                                                                                 |                                                                                                 |                                                                                                 |                                                                                                 |                                                                                                 |                                                                                                 |                                                                                                 |                                                                                                 |                                                                                                 |
| Kinderen                                                                                                   | Alexander Frederik Eduard Christiaan (1903-1991) Olaf V van Noorwegen x 1929 Märtha (1901-1954)       | Alexander Frederik Eduard Christiaan (1903-1991) Olaf V van Noorwegen x 1929 Märtha (1901-1954)       | Alexander Frederik Eduard Christiaan (1903-1991) Olaf V van Noorwegen x 1929 Märtha (1901-1954)       | Alexander Frederik Eduard Christiaan (1903-1991) Olaf V van Noorwegen x 1929 Märtha (1901-1954)       | Alexander Frederik Eduard Christiaan (1903-1991) Olaf V van Noorwegen x 1929 Märtha (1901-1954)       | Alexander Frederik Eduard Christiaan (1903-1991) Olaf V van Noorwegen x 1929 Märtha (1901-1954)       | Alexander Frederik Eduard Christiaan (1903-1991) Olaf V van Noorwegen x 1929 Märtha (1901-1954)       | Alexander Frederik Eduard Christiaan (1903-1991) Olaf V van Noorwegen x 1929 Märtha (1901-1954)       | Alexander Frederik Eduard Christiaan (1903-1991) Olaf V van Noorwegen x 1929 Märtha (1901-1954)       | Alexander Frederik Eduard Christiaan (1903-1991) Olaf V van Noorwegen x 1929 Märtha (1901-1954)       | Alexander Frederik Eduard Christiaan (1903-1991) Olaf V van Noorwegen x 1929 Märtha (1901-1954)       | Alexander Frederik Eduard Christiaan (1903-1991) Olaf V van Noorwegen x 1929 Märtha (1901-1954)       | Alexander Frederik Eduard Christiaan (1903-1991) Olaf V van Noorwegen x 1929 Märtha (1901-1954)       | Alexander Frederik Eduard Christiaan (1903-1991) Olaf V van Noorwegen x 1929 Märtha (1901-1954)       | Alexander Frederik Eduard Christiaan (1903-1991) Olaf V van Noorwegen x 1929 Märtha (1901-1954)       | Alexander Frederik Eduard Christiaan (1903-1991) Olaf V van Noorwegen x 1929 Märtha (1901-1954)       | Alexander Frederik Eduard Christiaan (1903-1991) Olaf V van Noorwegen x 1929 Märtha (1901-1954)       | Alexander Frederik Eduard Christiaan (1903-1991) Olaf V van Noorwegen x 1929 Märtha (1901-1954)       | Alexander Frederik Eduard Christiaan (1903-1991) Olaf V van Noorwegen x 1929 Märtha (1901-1954)       | Alexander Frederik Eduard Christiaan (1903-1991) Olaf V van Noorwegen x 1929 Märtha (1901-1954)       | Alexander Frederik Eduard Christiaan (1903-1991) Olaf V van Noorwegen x 1929 Märtha (1901-1954) | Alexander Frederik Eduard Christiaan (1903-1991) Olaf V van Noorwegen x 1929 Märtha (1901-1954) | Alexander Frederik Eduard Christiaan (1903-1991) Olaf V van Noorwegen x 1929 Märtha (1901-1954) | Alexander Frederik Eduard Christiaan (1903-1991) Olaf V van Noorwegen x 1929 Märtha (1901-1954) | Alexander Frederik Eduard Christiaan (1903-1991) Olaf V van Noorwegen x 1929 Märtha (1901-1954) | Alexander Frederik Eduard Christiaan (1903-1991) Olaf V van Noorwegen x 1929 Märtha (1901-1954) | Alexander Frederik Eduard Christiaan (1903-1991) Olaf V van Noorwegen x 1929 Märtha (1901-1954) | Alexander Frederik Eduard Christiaan (1903-1991) Olaf V van Noorwegen x 1929 Märtha (1901-1954) | Alexander Frederik Eduard Christiaan (1903-1991) Olaf V van Noorwegen x 1929 Märtha (1901-1954) | Alexander Frederik Eduard Christiaan (1903-1991) Olaf V van Noorwegen x 1929 Märtha (1901-1954) | Alexander Frederik Eduard Christiaan (1903-1991) Olaf V van Noorwegen x 1929 Märtha (1901-1954) | Alexander Frederik Eduard Christiaan (1903-1991) Olaf V van Noorwegen x 1929 Märtha (1901-1954) | Alexander Frederik Eduard Christiaan (1903-1991) Olaf V van Noorwegen x 1929 Märtha (1901-1954) | Alexander Frederik Eduard Christiaan (1903-1991) Olaf V van Noorwegen x 1929 Märtha (1901-1954) | Alexander Frederik Eduard Christiaan (1903-1991) Olaf V van Noorwegen x 1929 Märtha (1901-1954) | Alexander Frederik Eduard Christiaan (1903-1991) Olaf V van Noorwegen x 1929 Märtha (1901-1954) | Alexander Frederik Eduard Christiaan (1903-1991) Olaf V van Noorwegen x 1929 Märtha (1901-1954) | Alexander Frederik Eduard Christiaan (1903-1991) Olaf V van Noorwegen x 1929 Märtha (1901-1954) | Alexander Frederik Eduard Christiaan (1903-1991) Olaf V van Noorwegen x 1929 Märtha (1901-1954) | Alexander Frederik Eduard Christiaan (1903-1991) Olaf V van Noorwegen x 1929 Märtha (1901-1954) |
| Kleinkinderen                                                                                              | Ragnhild (1930-2012) x 1953 Erling Sven Lorentzen (1923)                                              | Ragnhild (1930-2012) x 1953 Erling Sven Lorentzen (1923)                                              | Ragnhild (1930-2012) x 1953 Erling Sven Lorentzen (1923)                                              | Ragnhild (1930-2012) x 1953 Erling Sven Lorentzen (1923)                                              | Ragnhild (1930-2012) x 1953 Erling Sven Lorentzen (1923)                                              | Ragnhild (1930-2012) x 1953 Erling Sven Lorentzen (1923)                                              | Ragnhild (1930-2012) x 1953 Erling Sven Lorentzen (1923)                                              | Ragnhild (1930-2012) x 1953 Erling Sven Lorentzen (1923)                                              | Ragnhild (1930-2012) x 1953 Erling Sven Lorentzen (1923)                                              | Ragnhild (1930-2012) x 1953 Erling Sven Lorentzen (1923)                                              | Ragnhild (1930-2012) x 1953 Erling Sven Lorentzen (1923)                                              | Ragnhild (1930-2012) x 1953 Erling Sven Lorentzen (1923)                                              | Astrid (1932) x 1961 Johan Martin Ferner (1927)                                                       | Astrid (1932) x 1961 Johan Martin Ferner (1927)                                                       | Astrid (1932) x 1961 Johan Martin Ferner (1927)                                                       | Astrid (1932) x 1961 Johan Martin Ferner (1927)                                                       | Astrid (1932) x 1961 Johan Martin Ferner (1927)                                                       | Astrid (1932) x 1961 Johan Martin Ferner (1927)                                                       | Astrid (1932) x 1961 Johan Martin Ferner (1927)                                                       | Astrid (1932) x 1961 Johan Martin Ferner (1927)                                                       | Astrid (1932) x 1961 Johan Martin Ferner (1927)                                                 | Astrid (1932) x 1961 Johan Martin Ferner (1927)                                                 | Astrid (1932) x 1961 Johan Martin Ferner (1927)                                                 | Astrid (1932) x 1961 Johan Martin Ferner (1927)                                                 | Astrid (1932) x 1961 Johan Martin Ferner (1927)                                                 | Astrid (1932) x 1961 Johan Martin Ferner (1927)                                                 | Astrid (1932) x 1961 Johan Martin Ferner (1927)                                                 | Astrid (1932) x 1961 Johan Martin Ferner (1927)                                                 | Astrid (1932) x 1961 Johan Martin Ferner (1927)                                                 | Astrid (1932) x 1961 Johan Martin Ferner (1927)                                                 | Astrid (1932) x 1961 Johan Martin Ferner (1927)                                                 | Astrid (1932) x 1961 Johan Martin Ferner (1927)                                                 | Harald (1937) Harald V van Noorwegen x 1968 Sonja Haraldsen (1937)                              | Harald (1937) Harald V van Noorwegen x 1968 Sonja Haraldsen (1937)                              | Harald (1937) Harald V van Noorwegen x 1968 Sonja Haraldsen (1937)                              | Harald (1937) Harald V van Noorwegen x 1968 Sonja Haraldsen (1937)                              | Harald (1937) Harald V van Noorwegen x 1968 Sonja Haraldsen (1937)                              | Harald (1937) Harald V van Noorwegen x 1968 Sonja Haraldsen (1937)                              | Harald (1937) Harald V van Noorwegen x 1968 Sonja Haraldsen (1937)                              | Harald (1937) Harald V van Noorwegen x 1968 Sonja Haraldsen (1937)                              |
| Achterkleinkinderen                                                                                        | Haakon (1954) x 1982 Martha Carvalho de Freitas (1958)                                                | Haakon (1954) x 1982 Martha Carvalho de Freitas (1958)                                                | Haakon (1954) x 1982 Martha Carvalho de Freitas (1958)                                                | Haakon (1954) x 1982 Martha Carvalho de Freitas (1958)                                                | Ingeborg (1957) x 1982 Paulo César Ribeiro Filho (1956)                                               | Ingeborg (1957) x 1982 Paulo César Ribeiro Filho (1956)                                               | Ingeborg (1957) x 1982 Paulo César Ribeiro Filho (1956)                                               | Ingeborg (1957) x 1982 Paulo César Ribeiro Filho (1956)                                               | Ragnhild (1968) x 2003 Aaron Matthew Long (1966)                                                      | Ragnhild (1968) x 2003 Aaron Matthew Long (1966)                                                      | Ragnhild (1968) x 2003 Aaron Matthew Long (1966)                                                      | Ragnhild (1968) x 2003 Aaron Matthew Long (1966)                                                      | Cathrine (1962) x 1989 Arild Johansen (1961)                                                          | Cathrine (1962) x 1989 Arild Johansen (1961)                                                          | Cathrine (1962) x 1989 Arild Johansen (1961)                                                          | Cathrine (1962) x 1989 Arild Johansen (1961)                                                          | Benedikte (1963)                                                                                      | Benedikte (1963)                                                                                      | Benedikte (1963)                                                                                      | Benedikte (1963)                                                                                      | Alexander (1965) x 1996 Margrét Gudmundsdóttir (1966)                                           | Alexander (1965) x 1996 Margrét Gudmundsdóttir (1966)                                           | Alexander (1965) x 1996 Margrét Gudmundsdóttir (1966)                                           | Alexander (1965) x 1996 Margrét Gudmundsdóttir (1966)                                           | Elisabeth (1969) x 1992 Tom Folke Beckmann (1963)                                               | Elisabeth (1969) x 1992 Tom Folke Beckmann (1963)                                               | Elisabeth (1969) x 1992 Tom Folke Beckmann (1963)                                               | Elisabeth (1969) x 1992 Tom Folke Beckmann (1963)                                               | Carl-Christian (1972)                                                                           | Carl-Christian (1972)                                                                           | Carl-Christian (1972)                                                                           | Carl-Christian (1972)                                                                           | Märtha Louise (1971) x 2002 Ari Behn (1972)                                                     | Märtha Louise (1971) x 2002 Ari Behn (1972)                                                     | Märtha Louise (1971) x 2002 Ari Behn (1972)                                                     | Märtha Louise (1971) x 2002 Ari Behn (1972)                                                     | Haakon Magnus (1973) x 2001 Mette-Marit Tjessem Høiby (1973)                                    | Haakon Magnus (1973) x 2001 Mette-Marit Tjessem Høiby (1973)                                    | Haakon Magnus (1973) x 2001 Mette-Marit Tjessem Høiby (1973)                                    | Haakon Magnus (1973) x 2001 Mette-Marit Tjessem Høiby (1973)                                    |
| Betachterkleinkinderen                                                                                     | Olav (1985) Christian (1988) Sophia (1994)                                                            | Olav (1985) Christian (1988) Sophia (1994)                                                            | Olav (1985) Christian (1988) Sophia (1994)                                                            | Olav (1985) Christian (1988) Sophia (1994)                                                            | Victoria Ragna (1988)                                                                                 | Victoria Ragna (1988)                                                                                 | Victoria Ragna (1988)                                                                                 | Victoria Ragna (1988)                                                                                 | Alexandra (2007) Elizabeth (2011)                                                                     | Alexandra (2007) Elizabeth (2011)                                                                     | Alexandra (2007) Elizabeth (2011)                                                                     | Alexandra (2007) Elizabeth (2011)                                                                     | Sebastian (1990) Madeleine (1993)                                                                     | Sebastian (1990) Madeleine (1993)                                                                     | Sebastian (1990) Madeleine (1993)                                                                     | Sebastian (1990) Madeleine (1993)                                                                     | - | - | - | - | Edward (1996) Stella (1998)                                                                     | Edward (1996) Stella (1998)                                                                     | Edward (1996) Stella (1998)                                                                     | Edward (1996) Stella (1998)                                                                     | Benjamin (1999)                                                                                 | Benjamin (1999)                                                                                 | Benjamin (1999)                                                                                 | Benjamin (1999)                                                                                 | -                                                                                               | -                                                                                               | -                                                                                               | -                                                                                               | Maud Angelica (2003) Leah Isadora (2005) Emma Tallulah (2008)                                   | Maud Angelica (2003) Leah Isadora (2005) Emma Tallulah (2008)                                   | Maud Angelica (2003) Leah Isadora (2005) Emma Tallulah (2008)                                   | Maud Angelica (2003) Leah Isadora (2005) Emma Tallulah (2008)                                   | Ingrid Alexandra (2004) Sverre Magnus (2005)                                                    | Ingrid Alexandra (2004) Sverre Magnus (2005)                                                    | Ingrid Alexandra (2004) Sverre Magnus (2005)                                                    | Ingrid Alexandra (2004) Sverre Magnus (2005)                                                    |